# Nad rzeką (film)
Nad rzeką – polska etiuda filmowa z 1962 roku w reż. Janusza Kubika.

## Opis fabuły
Młody chłopiec z małej górskiej wsi marzy aby dołączyć do lokalnej partyzantki. Wie jednak dobrze, że takich malców jak on do oddziału nie przyjmują. Pewnego dnia w jego wiosce zjawia się w poszukiwaniu partyzantów dwuosobowy niemiecki patrol. Ich akcja kończy się sukcesem – udaje się im schwytać młodą kobietę, dowódcę oddziału. Gdy Niemcy wraz z dziewczyną przeprawiają się maleńkim promem przez rwącą górska rzekę, obserwujący wszystko chłopiec przecina linę promową i prom zostaje porwany przez bystry nurt. W zamieszaniu dziewczynie udaje się uciec wskakując do rzeki. Jeden z Niemców po dotarciu do brzegu rozpoczyna pościg za uciekającym chłopcem i dopada go tuż nad przepaścią, która odcina malcowi drogę ucieczki. Gdy zdaje się, że los małego jest już przesadzony, żołdak pada od celnego strzału partyzanta. Partyzant i dziewczyna, którą chłopiec bohatersko wywabił z opresji zgodnie stwierdzają, że tak sprytny i odważny malec na pewno przyda się im w oddziale. 

## Główne role
- Jacek Bławut – chłopiec
- Franciszek Pieczka – partyzant
- Zofia Słaboszowska – dziewczyna